# L'impiegata di papà
Pour plus de détails, voir Fiche technique et Distribution.
L'impiegata di papà est un film italien réalisé par Alessandro Blasetti, sorti en 1934.
Il s'agit d'un remake du film allemand Heimkehr ins Glück réalisé par Carl Boese.

## Fiche technique
- Titre : L'impiegata di papà
- Réalisation : Alessandro Blasetti
- Scénario : Alessandro Blasetti
- Direction artistique : Gastone Medin
- Photographie : Carlo Montuori
- Montage : Alessandro Blasetti et Ignazio Ferronetti
- Musique : Cesare Andrea Bixio et Robert Stolz
- Pays d'origine : Royaume d'Italie
- Format : Noir et blanc - 1,37:1 - Mono
- Genre : comédie
- Date de sortie : 1934

## Distribution
- Memo Benassi : Banchiere Monti
- Elsa De Giorgi : Carla Monti
- María Denis : Collega
- Renato Cialente (en) : Jeune employé
- Enrico Viarisio : Graphologue
- Cesare Zoppetti : Employé
- Laura Nucci : Dactylo
- Mario Ferrari : Capoufficio